# CLC (nhóm nhạc)
CLC (Hangul: 씨엘씨) là một nhóm nhạc nữ Hàn Quốc được thành lập bởi Cube Entertainment vào năm 2015 gồm 7 thành viên: Seunghee, Yujin, Seungyeon, Sorn, Yeeun, Elkie và Eunbin. CLC là viết tắt của từ CrystaL Clear.. Ban đầu đội hình của nhóm là 5 thành viên, Cube bổ sung thêm 2 thành viên mới vào ngày 29 tháng 2 năm 2016, đó là Elkie (đến từ Hồng Kông) và Kwon Eun-bin. Vào ngày 3/2/2021, Elike chính thức rời nhóm, đồng nghĩa với việc CLC trở thành nhóm nhạc gồm 6 thành viên. Vào ngày 13/8/2021, trong tập thứ 2 của “Girls Planet 999”, Yujin đã tiết lộ rằng CLC đã bị giải tán và không còn hoạt động nào khác trong tương lai (nhóm không tan rã chính thức) 22/10/2021, Yujin đạt hạng 3 tại chương trình thực tế sống còn “Girls Planet 999”, vì thế cô sẽ ra mắt với nhóm Kep1er và sẽ tạm thời rời khỏi CLC trong 2 năm 6 tháng, CLC sẽ tạm thời còn 5 thành viên. Vào ngày 16/11/2021, Sorn chính thức rời nhóm và CLC chỉ còn lại 4 thành viên. Sau đó, Seungyeon và Yeeun đã chính thức rời nhóm sau khi hết hợp đồng CLC chỉ còn lại 3 thành viên.
EP đầu tiên của nhóm - First Love được phát thành vào ngày 19 tháng 3 năm 2015.

## Lịch sử hoạt động

### Trước khi ra mắt
- Sorn là người chiến thắng trong mùa giải đầu tiên của K-Pop Star Hunt vào năm 2011 sau đó cô đã trở thành một thực tập sinh thuộc Cube Entertainment.
- Seungyeon và Seunghee là một phần của một ca khúc hợp tác mang tên "Perfume" cùng với Yoseob (Beast).
- CLC tham gia vào MV "Secret" của G.NA.
- Seungyeon, Yujin và Yeeun cũng tham gia "Beep Beep" và Seunghee trong "The Winter Tale" của BTOB.
- Eunbin từng là thực tập sinh đại diện cho công ty chủ quản tham gia chương trình "Produce 101" (cùng với Soyeon từ (G)-IDLE). Tuy nhiên cô đã bị loại trong tập 10 với hạng 31.
- Trước khi gia nhập CLC, Elkie là một diễn viên và có nhiều vai diễn trong nhiều bộ phim bên Trung Quốc đồng thời là ở Hàn Quốc.

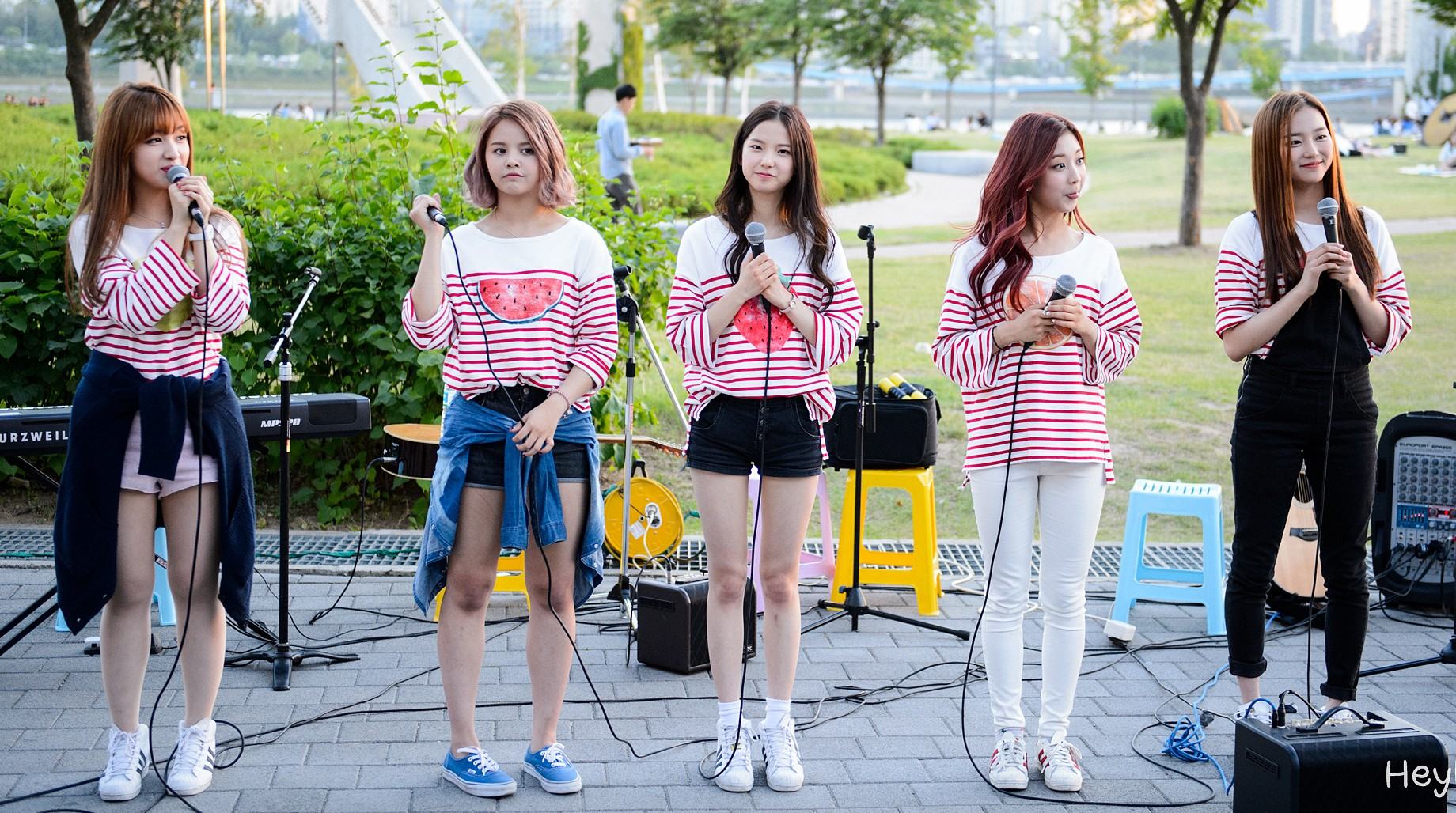
Đội hình 5 thành viên CLC tại công viên Ttukseom Hangang ngày 3 tháng 6 năm 2015

### 2015: Ra mắt vớiFirst Love,EighteenvàQuestion
CLC ban đầu ra mắt với 5 thành viên bao gồm Seunghee, Yujin, Seungyeon, Sorn và Yeeun. Trong tháng 3 năm 2015, CLC tiết lộ teaser cho sự ra mắt sắp tới của họ với ca khúc "Pepe".
Họ ra mắt chính thức vào ngày 19 tháng 3 với việc phát hành video âm nhạc cho "Pepe" từ album đầu tay của họ First Love. Cùng ngày, họ cũng đã biểu diễn đầu tiên của họ trên M!Countdown. Vào ngày 16, CLC phát hành một single đặc biệt mang tên "Eighteen". Vào ngày 17, nhóm bắt đầu quảng bá cho "Eighteen" tại KBS Music Bank.
Ngày 28 tháng 5, CLC đã trở lại với mini-album thứ hai của họ Question.
Ngày 10-11, CLC tổ chức tour lưu diễn nước ngoài đầu tiên của họ tại Malaysia mang tên "First Love Promo Tour tại Malaysia". Universal Music Malaysia đã đặc biệt phát hành một "Asia Special Edition" phiên bản album của Question, bao gồm các bài hát từ First Love, Question và single "Eighteen" của họ.

### 2016: Thành viên mới,Refresh, ra mắt tại Nhật,NU.CLEAR,Chamisma

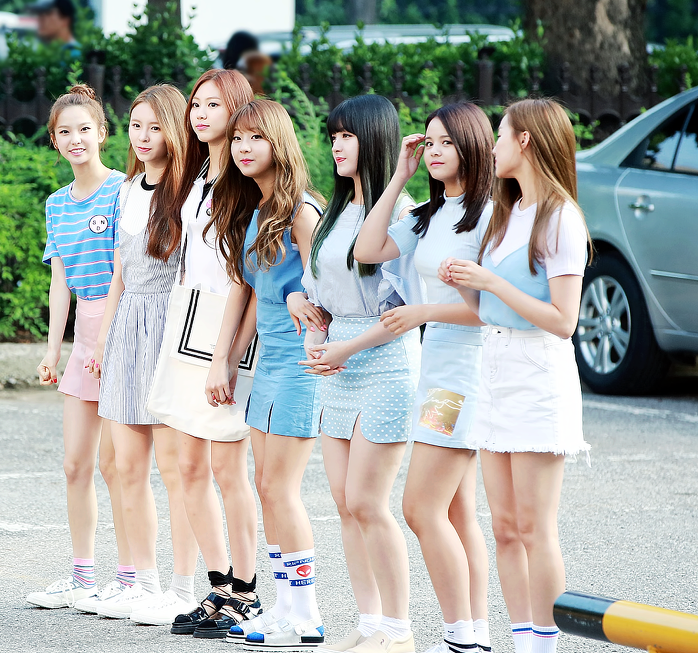
7 thành viên CLC trên đường đến Music Bank ngày 8 tháng 7 năm 2016

Ngày 24 tháng 2 năm 2016, CUBE Entertainment đã thông báo rằng CLC sẽ trở lại vào ngày 29 với mini album Refresh và hai thành viên mới bổ sung, sau này được tiết lộ là Elkie đến từ Hồng Kông và Eunbin, một thực tập sinh của Cube Entertainment tham gia Produce 101.

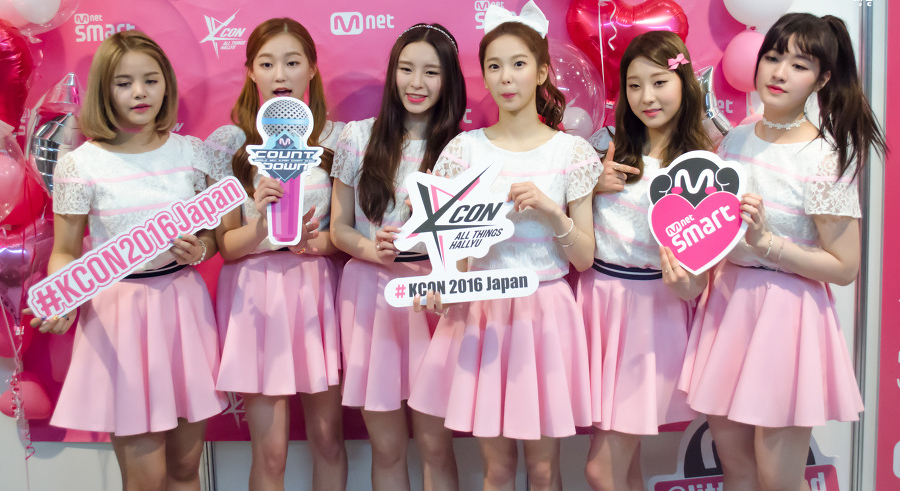
CLC với 6 thành viên tại KCON Japan ngày 9 tháng 4 năm 2016

Theo Cube Entertainment, Eunbin ban đầu gia nhập CLC trong năm 2015 nhưng đã được chuyển đổi trở lại tình trạng thực tập sinh chậm trễ trong album mới của nhóm. Ngày 29 tháng 2, CLC phát hành một phiên bản ngắn của "High Heels" bao gồm Elkie nhưng không có Eunbin.
CLC đã ra mắt tại Nhật Bản vào ngày 13 với việc phát hành EP tiếng Nhật đầu tiên của họ, "High Heels". Album bao gồm phiên bản tiếng Nhật của "Pepe", "First Love", "Like", "High Heels".
Ngày 12 tháng 5, CLC ra mắt chính thức của họ Naver kênh V App, tiếp theo là một phát sóng của sự xuất hiện trực tiếp đầu tiên của Eunbin với nhóm. Nhóm phát hành mini-album thứ tư "Nu.Clear" vào ngày 30, với ca khúc chủ đề "No Oh Oh".

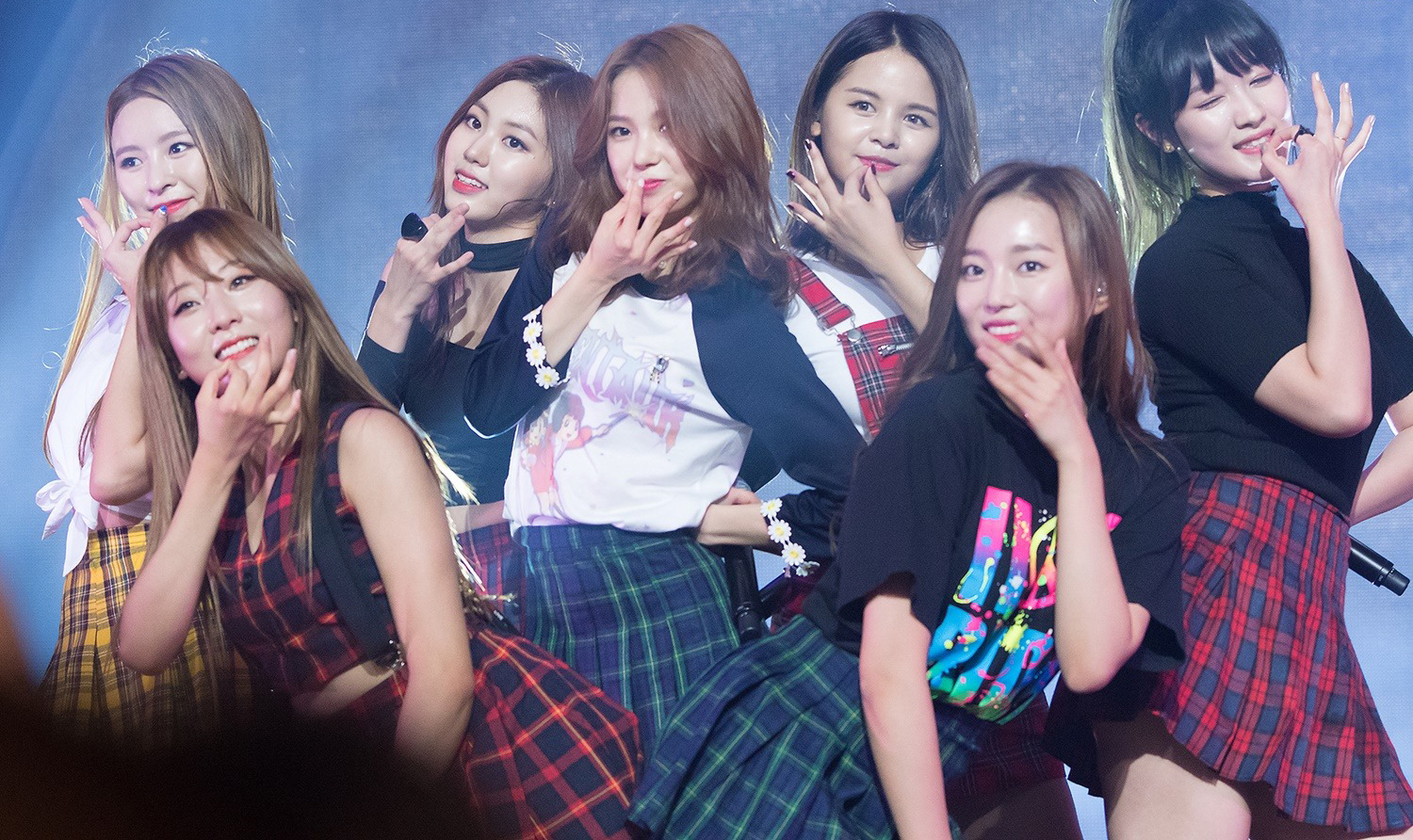
CLC tại Asia Music Stage ngày 3 tháng 9 năm 2016

Vào ngày 27, CLC phát hành EP tiếng Nhật thứ hai, Chamisma.

### 2017:CRYSTYLEvàFREE'SM
Ngày 17 tháng 1 năm 2017, CLC chính thức trở lại với mini album thứ 5 CRYSTYLE cùng với ca khúc chủ đề Hobgoblin.

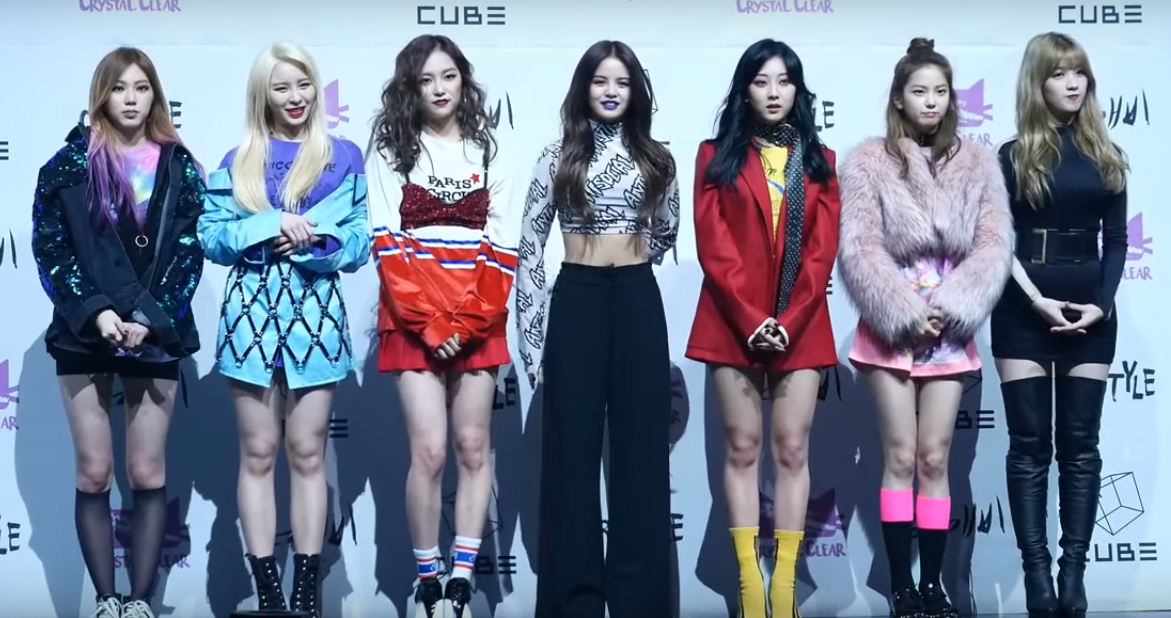
CLC tại buổi ra mắt Crystyle EP ngày 17 tháng 1 năm 2017

CLC phát hành EP thứ sáu của họ, Free'sm vào ngày 3. Tựa đề của album là từ ghép theo dòng chữ "lăng kính" và "tự do", trong đó mô tả hướng âm nhạc và khái niệm của nhóm cho EP này. Album được lấy cảm hứng từ những nhóm nhạc nữ năm 1990 là Fin.KL và SES. Nó bao gồm sáu bài hát bao gồm đĩa đơn R & B ballad dẫn đầu "Where Are You?" (어디야?). Đây là một hình ảnh mới cho nhóm, tương phản với concept trước đó của nhóm với "Hobgoblin".

### 2018:Black Dress
Nhóm phát hành đĩa đơn kỹ thuật số "To The Sky" vào ngày 1 tháng 2 năm 2018, như một bản phát hành trước khi phát hành EP sắp tới của họ. Nhóm phát hành album mở rộng thứ bảy của họ là Black Dress. Vào ngày 22 tháng 2 năm 2018, CLC tổ chức buổi hòa nhạc kỷ niệm thứ ba "Black Dress" vào ngày 1 tháng 4. Đây là một buổi hòa nhạc từ thiện quyên góp cho một Hiệp hội Tiểu đường.

### 2019:NO, và chiếc cúp đầu tiên
Vào 30 tháng 1 năm 2019, nhóm đã chính thức phát hành album thứ 8 "No.1".
Và vào 12 tháng 2 năm 2019, CLC cuối cùng đã nhận được chiếc cúp đầu tiên từ "The Show" sau 4 năm ròng rã hoạt động.
Vào ngày 22 tháng 5 năm 2019, CLC đã hé lộ một đoạn teaser ngắn của M/V trong màn trình diễn Dream Concert 2019. Vào ngày 29 tháng 5 năm 2019, CLC đã chính thức phát hành với đĩa đơn kỹ thuật số mang tên "ME(美)"
Vào ngày 6 tháng 9 năm 2019, CLC phát hành đĩa đơn "Devil".

### 2020:Helicoptervà Elkie rời nhóm
Vào ngày 2 tháng 9 năm 2020, CLC phát hành MV đơn "Helicopter".
Ngày 25 tháng 12 năm 2020, Elkie chính thức gửi đơn kiện Cube Entertainment với lí do không nhận được sự quảng bá chính đáng và tiền lương không rõ ràng. Ngày 30/12 Elkie gửi thư tay đến Fan hâm mộ, thông báo chia tay nhóm.
Ngày 3 tháng 2 năm 2021, Cube Entertainment đăng thông báo về việc Elkie sẽ kết thúc hợp đồng và chính thức rời khỏi CLC sau hơn 5 năm gắn bó như sau: "Xin chào. Đây là Cube Entertainment. Chúng tôi muốn thông báo rằng hợp đồng độc quyền với nghệ sĩ Elkie đã chấm dứt. Với việc chấm dứt hợp đồng này, Elkie cũng đã rời khỏi CLC. Quyết định này đưa ra thông qua sự đồng thuận giữa đôi bên. Chúng tôi muốn gửi lời cảm ơn tới các fan đã yêu quý Elkie. Xin hãy chúc cho cô ấy những điều tốt đẹp nhất trong tương lai. Trân trọng".Như vậy, hợp đồng giữa công ty và Elkie chấm dứt với sự đồng thuận của hai bên, đồng nghĩa với việc cô sẽ rời CLC.

### 2021: Yujin tham gia Girls Planet 999, rộ tin nhóm giải tán và Sorn rời nhóm
Vào ngày 9 tháng 3 năm 2021, các thành viên  Seunghee, Yeeun và Seungyeon  phát hành OST  "Another Level" cho web drama Hàn Quốc Be My Boyfriend.
Vào ngày 17 tháng 3, Cube Entertainment thông báo Sorn sẽ ra mắt solo chính thức vào ngày 23 tháng 3 với đĩa đơn kỹ thuật số tiếng Anh "Run".
Vào ngày 7 tháng 6 năm 2021, SPOTV News đưa tin Yujin sẽ tham gia chương trình thực tế sống còn Girls Planet 999. Đến chung kết, cô dừng chân ở vị trí thứ ba, dành được 1 suất debut cùng Kep1er. Điều này có nghĩa là Yujin sẽ tạm ngưng hoạt động với CLC một thời gian.
Vào tháng 8 năm 2021, trong chương trình Girls Planet 999, Yujin cho biết nhóm đã giải tán, tuy vậy công ty vẫn chưa đưa ra thông báo chính thức. Cô cho nói: "Công ty đã nói rằng CLC sẽ bị sa thải. Tôi đã làm việc hết sức mình cho CLC. Tôi muốn được tiếp tục được hát và được thể hiện sức hấp dẫn bản thân với những người theo dõi tôi". Sau 12 tập của chương trình, Yujin xuất sắc đạt hạng 3 chung cuộc và sẽ ra mắt với nhóm nhạc của chương trình là Kep1er, vì thế Yujin sẽ tạm ngưng hoạt động với nhóm trong 2 năm 6 tháng.
Vào ngày 16 tháng 11 năm 2021, Cube Entertainment thông báo rằng Sorn rời CLC sau khi hợp đồng độc quyền của cô chính thức kết thúc.

### 2022–nay: Rời khỏi Cube
Từ năm 2022, các thành viên còn lại của nhóm đều không tái ký với Cube Entertainment.

## Thành viên
| Nghệ danh | Nghệ danh | Nghệ danh | Nghệ danh | Nghệ danh | Tên khai sinh      | Tên khai sinh | Tên khai sinh     | Tên khai sinh            | Tên khai sinh | Tên khai sinh      | Ngày sinh         | Nơi sinh                        | Quốc tịch | Vị trí                                |
| Latinh    | Hangul    | Hanja     | Kana      | Thai      | Latinh             | Hangul        | Hanja             | Kana                     | Thai          | Hán-Việt           | Ngày sinh         | Nơi sinh                        | Quốc tịch | Vị trí                                |
| Seunghee  | 승희      | 承姬      | スンヒ    | ซึงฮี       | Oh Seung-hee       | 오승희        | 吳承姬            | オ・スンヒ               | โอ ซึงฮี        | Ngô Thừa Hy        | 10 tháng 10, 1995 | Buk-gu, Gwangju, Hàn Quốc       | Hàn Quốc  | Main Vocalist                         |
| Seungyeon | 승연      | 丞延      | スンヨン  | ซึงยอน     | Jang Seung-yeon    | 장승연        | 張丞延            | チャン・スンヨン         | จาง ซึงยอน     | Trương Thừa Nghiên | 6 tháng 11, 1996  | Seongnam, Gyeonggi, Hàn Quốc    | Hàn Quốc  | Leader, Main Dancer, Lead Vocalist    |
| Yeeun     | 예은      | 睿恩      | イェウン  | เยอึน      | Jang Ye-eun        | 장예은        | 張睿恩            | チャン・イェウン         | จาง เยอึน      | Trương Duệ Ân      | 10 tháng 8, 1998  | Dongducheon, Gyeonggi, Hàn Quốc | Hàn Quốc  | Main Rapper, Vocalist                 |
| Eunbin    | 은빈      | 恩彬      | ウンビン  | อึนบิน      | Kwon Eun-bin       | 권은빈‬        | 權恩彬            | クォン・ウンビン         | ควอน อึนบิน     | Quyền Ân Bân       | 6 tháng 1, 2000   | Gangdong-gu, Seoul, Hàn Quốc    | Hàn Quốc  | Lead Rapper, Vocalist, Maknae         |
| Yujin     | 유진      | 有鎭      | ユジン    | ยูจิน       | Choi Yu-jin        | 최유진        | 崔有眞            | チェ・ユジン             | ชเว ยูจิน       | Thôi Hữu Trân      | 12 tháng 8, 1996  | Jeonju, Jeolla Bắc, Hàn Quốc    | Hàn Quốc  | Lead Dancer, Vocalist, Rapper, Visual |
| Sorn      | 손        | -         | ソン      | สร        | Chonnasorn Sajakul | 촌나손 사짜꾼 | 春娜索恩·薩查庫爾 | チェン・スーチン         | ชลนสร สัจจกุล   | Trần Tư Tịnh       | 18 tháng 11, 1996 | Băng Cốc, Thái Lan              | Thái Lan  | Lead Vocalist                         |
| Sorn      | 손        | -         | ソン      | สร        | Kim So-eun         | 김소은        | 陈思静            | チョンナソン・サジャクル | ชลนสร สัจจกุล   | Kim Tố Ân          | 18 tháng 11, 1996 | Băng Cốc, Thái Lan              | Thái Lan  | Lead Vocalist                         |
| Elkie     | 엘키      | -         | エルキー  | เอลกี้      | Jang Jung-heun     | 장정흔        | 莊錠欣            | チョン・ティンヤン       | จวง ติ้งซิน      | Trang Đĩnh Hân     | 2 tháng 11, 1998  | Hồng Kông, Trung Quốc           | Hồng Kông | Lead Vocalist, Lead Dancer, Visual    |
| Elkie     | 엘키      | -         | エルキー  | เอลกี้      | Chong Ting Yan     | 쫑딩얀        | 莊錠欣            | チョン・ティンヤン       | จวง ติ้งซิน      | Trang Đĩnh Hân     | 2 tháng 11, 1998  | Hồng Kông, Trung Quốc           | Hồng Kông | Lead Vocalist, Lead Dancer, Visual    |

Chú thích:

1. Ban đầu, Seunghee là trưởng nhóm của CLC. Nhưng sau một thời gian, chức trưởng nhóm đã trao lại cho Seungyeon.

2. In đậm là nhóm trưởng.

3. Yujin tạm thời rời khỏi với CLC vì sẽ ra mắt với nhóm nhạc nữ Kep1er.

### Dòng thời gian
- Màu đỏ biểu thị thời điểm ra mắt bài hát.

## Danh sách đĩa nhạc

### Mini album
| Tựa đề               | Chi tiết | Danh sách bài hát | Doanh số                 |
| Tiếng Hàn            | | |                          |
| First Love           | - Phát hành: 19 tháng 3 năm 2015 - Hãng đĩa: Cube Entertainment, Universal Music Group - Định dạng: CD, nhạc số | Danh sách 1. 카페모카 주세요 (Cafe Mocha Please) 2. Pepe 3. 샤랄라 (Sharala) 4. 첫사랑 (First Love) 5. 창문을 열고 (Open the Window)                                       | - HQ: 5,277              |
| Question             | - Phát hành: 28 tháng 5 năm 2015 - Hãng đĩa: Cube Entertainment, Universal Music Group - Định dạng: CD, nhạc số | Danh sách 1. HEY-YO 2. 궁금해 (Like) 3. Lucky 4. 숨바꼭질 (Hide-and-seek) 5. 어쩌죠 (What To Do)                                                                           | - HQ: 4,634              |
| Refresh              | - Phát hành: 29 tháng 2 năm 2016 - Hãng đĩa: Cube Entertainment, CJ E&M Music - Định dạng: CD, nhạc số          | Danh sách 1. 예뻐지게 (High Heels) 2. Refresh 3. Yaya (Say Bye to Solo) 4. 오빠친구 (Friend Lover Zone) 5. 18                                                              | - HQ: 2,737              |
| NU. CLEAR            | - Phát hành: 30 tháng 5 năm 2016 - Hãng đĩa: Cube Entertainment, CJ E&M MUSIC - Định dạng: CD, nhạc số          | Danh sách 1. 어느 별에서 왔니 (What Planet Are You From?) 2. 아니야 (No Oh Oh) 3. 하나, 둘, 셋 (One, Two, Three) 4. Day By Day 5. Dear My Friend 6. 진작에 (It's Too Late) | - HQ: 4,593              |
| CRYSTYLE             | - Phát hành: 17 tháng 1 năm 2017 - Hãng đĩa: Cube Entertainment, CJ E&M MUSIC - Định dạng: CD, nhạc số          | Danh sách 1. Liar 2. 도깨비 (Hobgoblin) 3. Mistake 4. 미유미유 (Meow Meow) 5. 말이야 (I mean that) 6. 눈물병 (Depression)                                                  | - HQ: 5,769              |
| Free'SM (Mini Album) | - Phát hành: 3 tháng 8 năm 2017 - Hãng đĩa: Cube Entertainment, CJ E&M MUSIC - Định dạng: CD, nhạc số           | Danh sách 1. Where Are You 2. Bae 3. I Like It 4. Call My Name 5. Summer Kiss 6. I'll Catch You                                                                            | - HQ: 4,355              |
| BLACK DRESS          | - Phát hành: 23 tháng 2 năm 2018 - Hãng đĩa: Cube Entertainment, LOEN Entertainment - Định dạng: CD, nhạc số    | Danh sách 1. Black Dress 2. Like That 3. Line 4. To The Sky 5. 17th | - HQ: 8,016              |
| NO.1                 | - Phát hành: 10 tháng 1 năm 2019 - Hãng đĩa: Cube Entertainment - Định dạng: CD, nhạc số                        | Danh sách 1. NO 2. SHOW 3. Breakdown 4. Like it 5. I Need U | - HQ: 15,263 - Mỹ: 1,000 |
| Tiếng Nhật           | | |                          |
| HIGH HEELS           | - Phát hành: 13 tháng 4 năm 2016 - Hãng đĩa: Cube Entertainment Japan - Định dạng: CD, nhạc số                  | Danh sách 1. First Love (Japanese) 2. Pepe (Japanese) 3. Gung Geum Hae 4. I Should Be So Lucky 5. High Heels (Japanese)                                                    | - NB: 2,599              |
| CHAMISMA             | - Phát hành: 27 tháng 7 năm 2016 - Hãng đĩa: Cube Entertainment Japan - Định dạng: CD, nhạc số                  | Danh sách 1. チャミスマ (Chamisma) 2. スキドキ (Suki Doki) 3. Chocolate Spice 4. 1,2,3 (Japanese) 5. 学園天国 (Academy Heaven) 6. Chamisma (Feat. Ilhoon(BTOB))            | - NB: 4,775              |

### Album đơn
| Tựa đề     | Chi tiết                                                                                 | Vị trí xếp hạng cao nhất | Doanh số     |
| Tựa đề     | Chi tiết                                                                                 | KOR                      | Doanh số     |
| Helicopter | - Phát hành: 2 tháng 12 năm 2020 - Hãng đĩa: Cube Entertainment - Định dạng: CD, nhạc số | 8                        | - HQ: 18,987 |

### Đĩa đơn
| Tên                                                                                         | Năm  | Vị trí xếp hạng cao nhất | Vị trí xếp hạng cao nhất | Vị trí xếp hạng cao nhất | Doanh số     | Album                         |
| Tên                                                                                         | Năm  | KOR                      | KORHot                   | USWorld                  | Doanh số     | Album                         |
| "Pepe"                                                                                      | 2015 | 143                      | —                        | —                        | - HQ: 34,690 | First Love                    |
| "Eighteen"                                                                                  | 2015 | —                        | —                        | —                        | - HQ: 8,193  | Refresh                       |
| "Like" (궁금해)                                                                             | 2015 | 173                      | —                        | —                        | - HQ: 21,104 | Question                      |
| "High Heels" (예뻐지게)                                                                     | 2016 | 120                      | —                        | —                        | - HQ: 14,278 | Refresh & High Heels          |
| "No Oh Oh" (아니야)                                                                         | 2016 | 144                      | —                        | —                        | - HQ: 17,484 | Nu.Clear                      |
| "Chamisma"                                                                                  | 2016 | —                        | —                        | —                        | —            | Chamisma                      |
| "Hobgoblin" (도깨비)                                                                        | 2017 | —                        | —                        | 4                        | - Mỹ: 9,000  | Crystyle                      |
| "Where Are You?" (어디야?)                                                                  | 2017 | —                        | —                        | —                        | —            | Free'sm                       |
| "To the Sky"                                                                                | 2018 | —                        | —                        | —                        | —            | Black Dress                   |
| "Black Dress"                                                                               | 2018 | —                        | —                        | 5                        | —            | Black Dress                   |
| "No"                                                                                        | 2019 | —                        | —                        | 4                        | - Mỹ: 1,000  | No.1                          |
| "Me" (美)                                                                                   | 2019 | —                        | —                        | 5                        | - Mỹ: 1,000  | Đĩa đơn không nằm trong album |
| "Devil"                                                                                     | 2019 | —                        | —                        | 7                        | - Mỹ: 1,000  | Đĩa đơn không nằm trong album |
| "Helicopter"                                                                                | 2020 | —                        | 87                       | 6                        | —            | Helicopter                    |
| "—" cho biết bài hát không lọt vào bảng xếp hạng hoặc không được phát hành tại khu vực này. |      |                          |                          |                          |              |                               |

### Hợp tác
| Năm  | Tên                       | Thành viên tham gia  | Hợp tác với                  | Album                             |
| 2012 | "Because You Are The One" | Sorn                 | G.NA                         | Oui                               |
| 2012 | None                      | Elkie                | Honeybees                    |                                   |
| 2013 | "Perfume"                 | Seunghee & Seungyeon | Yoseob (BEAST)               | Cube Voice Project                |
| 2016 | "Don't Matter"            | Eunbin               | Hualyeogangsan               | Produce 101 – 35 Girls 5 Concepts |
| 2016 | "Mother"                  | Seunghee             | Bohyung (SPICA)              | Girl Spirit EP.06                 |
| 2016 | "I Dream"                 | Seunghee             | Các thí sinh của Girl Spirit |                                   |
| 2016 | "Special Christmas"       | CLC                  | United Cube                  | 2016 UNITED CUBE PROJECT PART.1   |
| 2018 | "Upgrade"                 | CLC                  | United Cube                  | ONE 2018 UNITED CUBE CONCERT      |
| 2018 | "Mermaid"                 | Yeeun                | United Cube                  | ONE 2018 UNITED CUBE CONCERT      |
| 2018 | "Follow your dreams"      | CLC                  | United Cube                  | ONE 2018 UNITED CUBE CONCERT      |
| 2018 | "Young & One"             | CLC                  | United Cube                  | ONE 2018 UNITED CUBE CONCERT      |
|      | "I dream"                 | Elkie                | United Cube                  |                                   |

### Nhạc phim
| Năm  | Tên                   | Album                     | Trình bày                         |
| 2014 | "Curious"             | Plus Nine Boys OST Part.4 | Seunghee & Sung Jae (BTOB)        |
| 2015 | "Remember Your Wish"  | Ar:piel OST               | Tất cả trừ Elkie, Eunbin          |
| 2015 | "지금은 연구중"       | Ar:piel OST               | Tất cả trừ Elkie, Eunbin          |
| 2016 | "Pounding Love"       | Choco Bank OST            | Tất cả trừ Elkie, Eunbin          |
| 2016 | "After the Play Ends" | After the Play Ends OST   | Elkie & Changsub & Minhyuk (BTOB) |

## Video âm nhạc

### Video âm nhạc
| Năm  | Ngày phát hành | Tên            | Album      |
| 2015 | 18 tháng 3     | Pepe           | First Love |
| 2015 | 27 tháng 5     | Like           | Question   |
| 2015 | 27 tháng 5     | Eighteen       |            |
| 2016 | 20 tháng 3     | High Heels     | Refresh    |
| 2016 | 29 tháng 5     | No Oh Oh       | NU. CLEAR  |
| 2017 | 16 tháng 1     | Hobgoblin      | CRYSTYLE   |
| 2017 | 3 tháng 8      | Where are You? | Free'SM    |
| 2018 | 3 tháng 4      | To The Sky     |            |
| 2018 | 3 tháng 4      | Distance       |            |
| 2019 | 30 tháng 1     | NO             | NO.1       |
| 2019 | 29 tháng 5     | ME(美)         |            |
| 2019 | 6 tháng 9      | Devil          |            |
| 2020 | 2 tháng 9      | Helicopter     |            |

### Video âm nhạc đã xuất hiện
| Năm  | Tên                                | Nghệ sĩ              | Thành viên                |
| 2013 | 2nd Confession                     | BTOB                 | Seunghee                  |
| 2014 | G.NA's Secret                      | G.NA                 | Tất cả trừ Elkie & Eunbin |
| 2014 | Beep Beep                          | BTOB                 | Yoojin, Seungyeon & Yeeun |
| 2014 | Family (với B1A4 và GOT7)          | SMART CF             | Tất cả trừ Elkie & Eunbin |
| 2014 | The Winter's Tale                  | BTOB                 | Seunghee                  |
| 2015 | 주문을 외울게 (Remember Your Wish) | Ar:piel OST          | Tất cả trừ Elkie & Eunbin |
| 2015 | 지금은 연구중                      | Ar:piel OST          | Tất cả trừ Elkie & Eunbin |
| 2015 | KIMISHIKA                          | Dongwoon (Beast)     | Yeeun                     |
| 2016 | PICK ME                            | Thí sinh Produce 101 | Eunbin                    |
| 2016 | Y.O.U                              | Kim Johan            | Tất cả trừ Eunbin         |
| 2016 | I'll be you man                    | BTOB                 | Elkie                     |

## Phim

### Phim tài liệu
| Năm  | Tên                                       | Phát sóng                            | Thành viên                | Ghi chú |
| 2011 | K-Pop Star Hunt                           | tvN                                  | Sorn                      | Sorn chiến thắng để trở thành thực tập sinh của Cube                                                                                              |
| 2013 | MBC Special Documentary Program           | MBC                                  | Seunghee                  | |
| 2013 | Seoul: Capital of K-Pop (Inside K-Pop)    | NAT GEO People                       | Sorn                      | |
| 2014 | Cube Entertainment's way of Training Sorn | Arirang                              | Sorn                      | Nói về lịch trình của Sorn khi còn là thực tập sinh của Cube Ent.                                                                                 |
| 2014 | When Charles Met Chulsoo                  | SBS                                  | Sorn                      | |
| 2015 | CLC's Love Chemistry                      | Cube Entertainment's YouTube channel | Tất cả trừ Elkie & Eunbin | Khoảng thời gian hoạt động busking và làm từ thiện của CLC trước khi debut                                                                        |
| 2015 | Yaman TV                                  | Mnet                                 | Tất cả trừ Elkie & Eunbin | Với Madtown |
| 2015 | CLC's Queen Game                          | Naver TV Cast                        | Tất cả trừ Elkie & Eunbin | Gồm 5 tập |
| 2015 | CLC's Beautiful Mission                   | Cube TV, KStar                       | Tất cả trừ Elkie & Eunbin | Bắt đầu lên sóng vào ngày 1 tháng 7 |
| 2016 | CLC is                                    | V app                                | Tất cả                    | |
| 2016 | Hashtag Cube                              | CUBE TV                              | Tất cả                    | Hậu trường hoạt động quảng bá của CLC |
| 2017 | Cheat Key                                 | V app                                | Tất cả                    | cho tới hiện tại |
| 2017 | ProduSorn                                 | YouTube                              | Sorn                      | Chương trình trực tiếp hằng tuần của Sorn trên Youtube chia sẻ về Kpop, kinh nghiệm làm thực tập sinh, sở thích... có có thành viên làm khách mời |
| 2018 | Sweet Radio                               | V app                                | Yeeun                     | |
| 2018 | Doom-CLC Doo-doom-CLC                     | YouTube, CubeTV                      | Tất cả                    | Snack video mới của CLC, mỗi thành viên xuất hiện riêng lẻ và làm điều mình thích trong 2 tập. Tổng cộng 14 tập.                                  |
| 2018 | CLC in Seongdong-Gu                       | CubeTV, CubeTV APP                   | Tất cả                    | CLC sau khi quảng bá BLACK DRESS được chuyển đến ký túc xá mới và được kỳ nghỉ 2 ngày 1 đêm nhưng tất cả đều phải "tự cung tự cấp"                |

### Chương trình tạp kĩ
| Năm  | Tên                                    | Phát sóng  | Thành viên                | Ghi chú |
| 2015 | Weekly Idol                            | MBC Every1 | Tất cả trừ Elkie & Eunbin | Tập 198 |
| 2015 | Music Bank's Stardust                  | KBS1       | Tất cả trừ Elkie & Eunbin | |
| 2015 | Running Man                            | SBS        | Yeeun                     | Tập 253 |
| 2015 | Let's Go! Dream Team Season 2          | KBS2       | Seungyeon                 | Tập 293 & 309 |
| 2015 | MBC Idol Star Athletic Championship    | MBC        | Tất cả trừ Elkie & Eunbin | |
| 2015 | Real Men (bản nữ)                      | MBC        | Yujin                     | Phần 3 |
| 2015 | Comedy Big League                      | tvN        | Yujin                     | Tập 138 |
| 2016 | MBC Idol Star Athletic Championship    | MBC        | Tất cả trừ Elkie, Eunbin  | |
| 2016 | The Boss Is Watching                   | SBS        | Tất cả trừ Elkie, Eunbin  | |
| 2016 | Produce 101                            | Mnet       | Eunbin                    | Cuộc thi tìm kiếm thành viên cho nhóm nhạc nữ của Mnet, Eunbin bị loại ở tập 10.                                                       |
| 2016 | Same Bed, Different Dreams             | SBS        | Yujin                     | Tập 48 |
| 2016 | Duet Song Festival                     | MBC        | Yujin & Seungyeon         | Tập 13 (khách mời) |
| 2016 | Happy Together 3                       | KBS        | Sorn                      | Tập 457 |
| 2016 | Same Bed, Different Dreams             | SBS        | Eunbin                    | Tập 61 |
| 2016 | Girl Spirit                            | JTBC       | Seunghee                  | Chương trình thi hát giữa các thành viên của 12 nhóm nhạc nữ.                                                                          |
| 2016 | Sing Car                               | Afreeca TV | Seungyeon, Eunbin         | |
| 2016 | Idol Party's Under the Sky without Mom | Chosun TV  | Sorn                      | Sorn cùng với Yuta (NCT) |
| 2017 | Duet Song Festival                     | MBC        | Yujin, Eunbin             | khách mời |
| 2017 | Kstar Star News                        | Kstar      | Yeeun                     | Phóng viên đưa tin |
| 2017 | OTT One Shot                           | Kstar      | Yeeun                     | MC |
| 2017 | New Guys                               | ComedyTV   | Eunbin                    | khách mời, tập 6 |
| 2018 | THESHOW                                | SBS MTV    | Yeeun                     | Yeeun cùng với Jeno (NCT) |
| 2020 | GOOD GIRL                              | Mnet       | Yeeun                     | |
| 2021 | Girls Planet 999                       | Mnet       | Yujin                     | Cuộc thi tìm kiếm thành viên cho nhóm nhạc nữ của Mnet, Yujin đạt hạng 3 chung cuộc, vì thế sẽ ra mắt với nhóm Kep1er sau chương trình |

### Danh sách phim

#### Web drama
| Năm  | Tên            | Kênh phát sóng         | Thành viên |
| 2018 | Top Management | Korean YouTube Premium | Eunbin     |

#### Phim truyền hình
| Năm  | Tên            | Kênh phát sóng | Thành viên | Vai diễn                         | Ghi chú |
| 2016 | Nightmare High | Naver TV Cast  | Yujin      | Chun Yoona                       | Vai phụ |
| 2017 | Green Fever    | Naver TV Cast  | Yujin      | Choi Yujin                       | Vai phụ |
| 2018 | The Rich Son   | MBC            | Elkie      | Wang Mong Mong (Vương Mộng Mộng) | Vai phụ |
| 2018 | Bad Papa       | MBC            | Eunbin     | Kim SangA                        | Vai phụ |

## Quảng cáo
| Năm  | Thương hiệu   | Thành viên                | Ghi chú                 |
| 2015 | Smart Uniform | Tất cả trừ Elkie & Eunbin | Cùng với B1A4, Got7     |
| 2015 | GorGotago     | Tất cả trừ Elkie & Eunbin |                         |
| 2015 | Touch in SOL  | Tất cả trừ Elkie & Eunbin | đến 2016                |
| 2015 | Shoemaker     | Tất cả trừ Elkie & Eunbin |                         |
| 2015 | Dance Up      | Tất cả trừ Elkie & Eunbin |                         |
| 2016 | TBJ Nearby    | Yeeun                     | Cùng với BTOB, đến 2017 |
| 2016 | Colour bucket | Tất cả                    |                         |

## Giải thưởng và đề cử
| Năm  | Giải thưởng                                             | Hạng mục        | Kết quả   |
| 2015 | 23rd Republic of Korea Culture and Entertainment Awards | Best New Artist | Đoạt giải |

### Chương trình âm nhạc

#### The Show
| Năm  | Ngày       | Bài hát | Điểm |
| ---- | ---------- | ------- | ---- |
| 2019 | 12 tháng 2 | "No"    | 5470 |
| 2019 | 19 tháng 2 | "No"    | 8745 |